# Nhạn họng đỏ
Nhạn họng đỏ (danh pháp khoa học: Petrochelidon rufigula) là một loài chim thuộc họ Nhạn. Nó được tìm thấy ở Angola, Cộng hòa Congo, Cộng hòa Dân chủ Congo, Gabon, và Zambia.